# 保罗·斯塔尔特里
保罗·斯塔尔特里（英語：Paul Stalteri，1977年10月18日—）是一名加拿大足球運動員，擔任右後衛，現擔任加拿大球會約克聯隊的助理教練。

## 榮譽
球會
雲達不萊梅
- 德甲冠軍：2003/04年；
- 德國足協盃冠軍：2004年。

國家隊
加拿大
- 美洲金盃冠軍：2000年；
- 美洲金盃季軍：2002年、2007年。

## 外部連結
- 足球数据库：史杜迪利的球员统计数据
- 史杜迪利 – FIFA國際賽競賽紀錄 (存檔)
- CanadaSoccer.com 史杜迪利資料
- 史杜迪利官網（页面存档备份，存于）
- 史杜迪利數據 （页面存档备份，存于）